# Корраль, Рамон
Рамон Корраль Вердуго (исп. Ramon Corral Verdugo; 10 января 1854 — 10 ноября 1912) — мексиканский политический и государственный деятель. Вице-президент Мексики (1904—1911). Государственный секретарь (1891—1895). Губернатор штатов. Министр внутренних дел Мексики (1903—1904).

## Биография
Олигарх. Был одним из сьентификос, приближенных к мексиканскому президенту Порфирио Диасу.
Политик-либерал.
Неоднократно избирался депутатом Свободного и Суверенного штата Сонора (1879—1881, 1883—1885, 1885—1887). В 1881—1883 гг. был федеральным депутатом от Соноры.
В 1879—1880 и 1883—1887 годы — генеральный секретарь правительства штата Сонора.
Вице-губернатор Соноры в 1887—1891 годах.
В 1891—1895 годах — государственный секретарь Мексики. Затем в 1895—1899 гг. — губернатор Свободного и Суверенного штата Сонора. Губернатор федерального округа Мехико в 1900—1903 годах.
Министр внутренних дел Мексики (1903—1904) в кабинете Порфирио Диаса.
В 1904—1911 годах — вице-президент Мексики.
Будучи генеральным секретарём правительства штата Сонора принимал непосредственное участие в захвате Хосе Марии Кахеме, вождя индейцев яки, лидер восстания яки против правительства Мексики.
В результате Мексиканской революции во главе с Франсиско Мадеро последовал за Порфирио Диасом в изгнание в Париж, где у него был диагностирован рак поджелудочной железы.
Умер в Париже.